# Halloween 4: The Return of Michael Myers
Halloween 4: Sự trở lại của Michael Myers (tựa tiếng Anh: Halloween 4: The Return of Michael Myers) là bộ phim kinh dị năm 1988 của Mỹ, là phim thứ 4 trong loạt phim Halloween của tên sát nhân Michael Myers. Bộ phim kể về chuyện Michael Myers hồi sinh lại rồi trở về thị trấn Haddonfield một lần nữa để cố giết đứa cháu gái ruột của mình, Jamie Lloyd.
Câu khẩu hiệu của phim là Ten years ago he changed the face of halloween. Tonight he's back, dịch sang tiếng Việt: Mười năm trước hắn đã thay đổi bộ mặt halloween. Tối nay hắn trở lại.

## Nội dung
Vào ngày 30 tháng 10 năm 1988, Michael Myers đang trong tình trạng hôn mê và đang được xe cứu thương đưa về bệnh viện tâm thần Smith's Grove. Michael tỉnh lại khi nghe chuyện Laurie Strode, người đã chết trong tai nạn xe hơi, có một đứa con gái tên là Jamie Lloyd. Hắn giết nhân viên trên xe cứu thương và lên đường trở về Haddonfield để tìm đứa cháu gái Jamie. Tiến sĩ Samuel Loomis đi đến Haddonfield sau khi nghe tin Michael đã trốn thoát. Loomis theo Michael đến một trạm xăng, nơi hắn giết người thợ máy và người bán hàng. Michael chạy thoát trên xe tải kéo và gây ra vụ nổ làm nổ xe của Loomis. Loomis phải đi nhờ xe đến Haddonfield.
Jamie đang sống với gia đình Carruthers, gồm có ông Richard, bà Darlene và Rachel - đứa con gái tuổi teen của họ. Jamie biết về Michael, bởi vì cô bé thường thấy hắn trong những cơn ác mộng. Sau giờ học, Rachel dẫn Jamie đi mua kem và trang phục Halloween. Michael đã có mặt ở Haddonfield và gần như sắp tấn công Jamie trong cửa hàng. Ông Richard và bà Darlene có việc phải ra ngoài, Rachel phải coi chừng Jamie, điều đó làm cô bỏ lỡ cuộc hẹn với bạn trai cô, Brady.
Đêm đó là Halloween, Rachel dẫn Jamie đi xin kẹo. Michael đến trạm phát điện và giết người công nhân bằng cách ném ông ta vào trụ điện, khiến cả thị trấn mất điện. Trong khi đó, Loomis đã đến Haddonfield cảnh báo người cảnh sát trưởng mới Ben Meeker về việc Michael trở lại. Michael tấn công đồn cảnh sát, giết chết tất cả các sĩ quan. Những người thợ săn trong thị trấn chuẩn bị súng đạn để truy tìm Michael. Rachel phát hiện ra Brady đã lừa dối cô để đi vụng trộm với Kelly, con gái của cảnh sát trưởng. Rachel để lạc mất Jamie, nhưng một lát sau cô cũng tìm được cô bé.
Meeker và Loomis đã đến và đưa hai cô gái về nhà Meeker. Trong nhà còn có Brady, Kelly và một viên cảnh sát khác. Loomis ra ngoài tìm Michael, để những người kia ở lại trong nhà. Trong lúc chờ cảnh sát bang đến, Michael lẻn vào nhà giết chết Kelly và viên cảnh sát nọ. Brady ngăn chặn Michael rồi cũng bị hắn giết. Rachel và Jamie chạy lên trên mái nhà, Michael đuổi theo. Jamie xuống đất an toàn, còn Rachel bị rơi khỏi mái nhà.
Jamie tìm được Loomis, cả hai vào trốn trong ngôi trường, nhưng Michael hạ gục Loomis rồi tiếp tục đuổi theo Jamie. Rachel đến và đập Michael bằng bình chữa cháy, giải cứu Jamie. Nhóm thợ săn và cảnh sát bang đã có mặt khi nghe tiếng chuông báo động của ngôi trường vang lên. Nhóm thợ săn đưa Rachel và Jamie qua thị trấn kế bên trên chiếc xe bán tải. Tuy nhiên Michael leo lên xe giết hết nhóm thợ săn. Rachel giữ tay lái và tìm cách quăng Michael xuống đường. Meeker, cảnh sát bang và vài người thợ săn còn sống đã đến nơi. Họ đồng loạt nổ súng về phía Michael trước khi hắn rơi xuống một hầm mỏ.
Loomis và Meeker đưa hai cô gái về nhà. Khi bà Darlene lên lầu để tắm cho Jamie, bà bị Jamie tấn công. Loomis nghe tiếng hét của bà Darlene thì chạy đến chỗ cầu thang xem có chuyện gì. Ông thấy Jamie đứng ở phía trên, đeo mặt nạ hề, tay cầm cái kéo, quần áo thì dính máu. Loomis chĩa súng định bắn Jamie nhưng Meeker ngăn cản kịp thời, sau đó cả nhà đều vào chứng kiến cảnh tượng kinh hoàng đó.

## Diễn viên
- Donald Pleasence vai Tiến sĩ Samuel Loomis
- Ellie Cornell vai Rachel Carruthers
- Danielle Harris vai Jamie Lloyd
- George P. Wilbur vai Michael Myers
- Michael Pataki vai Bác sĩ Hoffman
- Beau Starr vai Cảnh sát trưởng Ben Meeker
- Kathleen Kinmont vai Kelly Meeker
- Sasha Jenson vai Brady
- Gene Ross vai Earl Ford
- Carmen Filpi vai Jackson P. Sayer
- Raymond O'Connor vai Nhân viên bảo vệ
- Jeff Olson vai Richard Carruthers
- Karen Alston vai Darlene Carruthers